# مسجد باباداغ
مسجد باباداغ يقع في بلدة باباداغ في رومانيا. تم بناءه في زمن الدولة العثمانية، ويعود أصل تسميته إلى اللغة التركية حيث تعني كلمة بابا= الأب أما داغ= جبل (جبل الأب) ويشير إلى رجل كبير بالعمر. يمتاز المسجد بمأذنته الطويلة ذات أرتفاع 23 متراً.